# Raphaël Binet
 (août 2017).
Si vous disposez d'ouvrages ou d'articles de référence ou si vous connaissez des sites web de qualité traitant du thème abordé ici, merci de compléter l'article en donnant les références utiles à sa vérifiabilité et en les liant à la section « Notes et références ».
Pour les articles homonymes, voir Binet.
Raphaël Binet, né le 18 mars 1880 à Mamers (Sarthe) et mort le 26 septembre 1961 à Rennes, est un photographe français originaire de Bretagne, qui exerça son activité à Saint-Brieuc puis à Rennes. 
Il est connu pour ses photographies de la culture bretonne, notamment les pardons. Il a participé activement à la revue La Bretagne touristique avec Octave-Louis Aubert.